# Neoperla unicolor
Neoperla unicolor är en bäcksländeart som beskrevs av Peter Zwick 1986. Neoperla unicolor ingår i släktet Neoperla och familjen jättebäcksländor. Inga underarter finns listade i Catalogue of Life.